# Traitements alternatifs de l'autisme

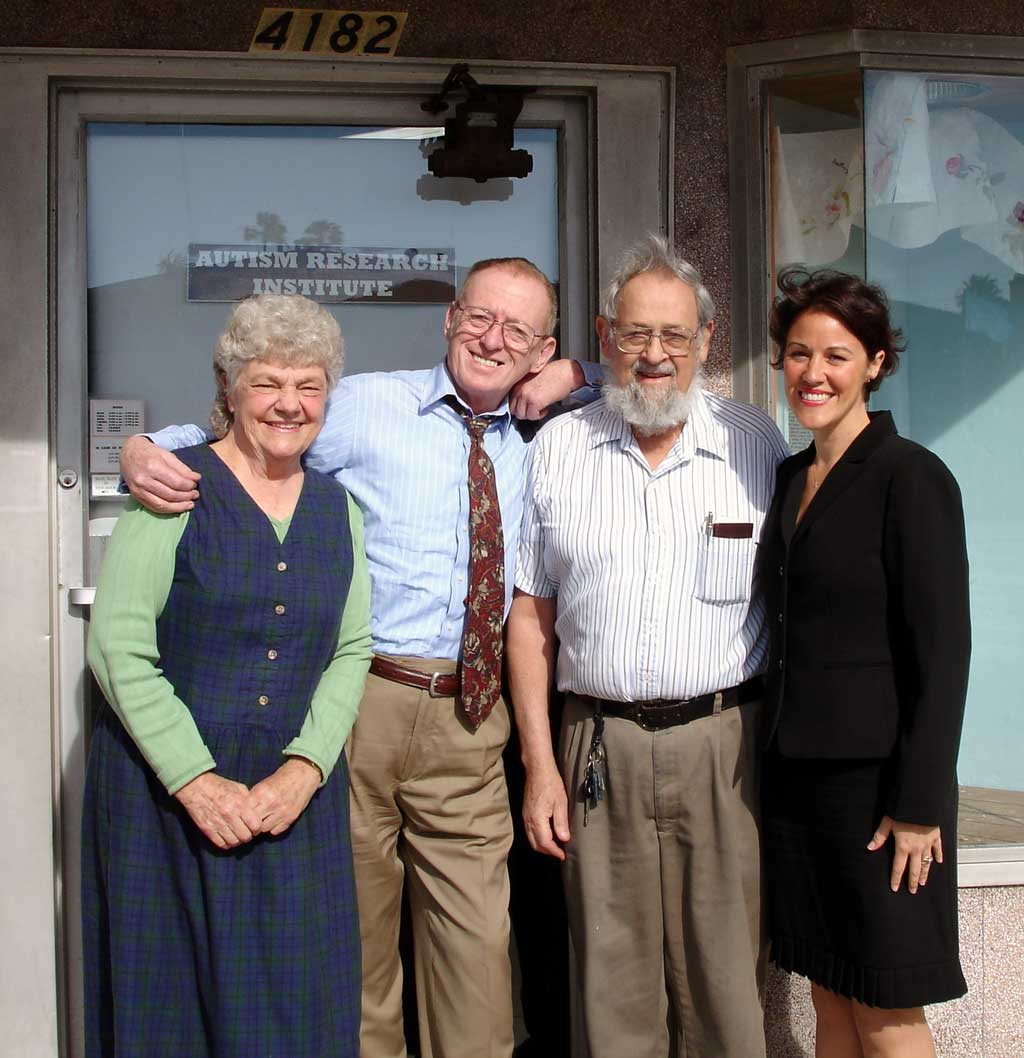
L'Autism Research Institute, exemple d'établissement dont les responsables ont promu des pseudo-thérapies.

Les traitements alternatifs de l'autisme sont des techniques controversées, visant à obtenir une réduction des symptômes ou même  une « guérison » de l'autisme, souvent présentée comme miraculeuse. Ces faits sont évoquées dans des témoignages individuels, des publications pseudoscientifiques du domaine des médecines alternatives, ainsi que par certains psychanalystes. La plupart de ces pseudo-traitements relèvent du domaine dit « biomédical ».
L'absence officielle de traitement médical permettant une « guérison » fait de l'autisme un terrain idéal pour la prolifération de pseudo-sciences et de traitements charlatanesques potentiellement onéreux et dangereux, tels que la chélation des métaux lourds et l'antibiothérapie.

## Sources
Le sujet des traitements controversés ou charlatanesques de l'autisme a été abordé dans diverses publications. En 2005, le pédiatre américain Bernard Metz et ses collègues examinent « certains des engouements actuels les plus répandus et des traitements controversés, non soutenus et réfutés, proposés comme interventions efficaces contre l'autisme, en particulier chez les jeunes enfants ». Le médecin de famille londonien Michael Fitzpatrick, également père d'un enfant autiste, décrit dans son ouvrage Defeating autism : A damaging illusion (en français : « Vaincre l'autisme : une illusion néfaste » ; publié en 2008) les ravages provoqués par la croyance en ces remèdes (détoxifications, modifications de régimes alimentaires...) qu'il estime déshumanisants pour les personnes autistes, nuisibles à leur santé, voire, dans les cas extrêmes, pouvant causer leur mort, à l'exemple d'un enfant britannique de 5 ans mort des suites d'une chélation,. Fitzpatrick estime important de reconnaître que le mouvement biomédical non orthodoxe considère les enfants autistes comme « pollués » (plutôt qu'ayant trouble du développement neurologique), dans la mesure où cette perception « se transforme facilement en une attaque contre l'enfant, qui est déshumanisé dans la tentative de trouver le « véritable » enfant qui se cache derrière l'enfant « pollué » ».
La Food and Drug Administration américaine (FDA) a publié en 2019 un guide intitulé « Beware of False or Misleading Claims for Treating Autism » (en français : « Attention aux allégations fausses ou trompeuses concernant le traitement de l'autisme »).
En français, les traitements charlatanesques de l'autisme font l'objet d'un article dans Pour la science en 2011, et de divers articles de presse nationale entre 2018 et 2021, notamment dans Le Parisien, (Enquête sur les escrocs de l'autisme), L'Express (Les apprentis sorciers de l'autisme) et Le Figaro. Ils sont le sujet central du Livre noir de l'autisme, publié en 2020 par Olivia Cattan.

## Définition et contextualisation
Les traitements dits « alternatifs » prospèrent sur un terrain impliquant des incertitudes quant aux causes de l'autisme, des pertes attestées du diagnostic entre l'enfance et l'âge adulte, et l'absence officielle de traitement curatif.

### Raisons de la prolifération des traitements charlatanesques
Le recours à des « traitements » controversés, voire dangereux, s'explique par la grande détresse de certains parents confrontés à des handicaps lourds, et par une méconnaissance fréquente de ce qu'est l'autisme, dans un contexte de « bombardement d'informations » douteuses en provenance d'internet,.
Fitzpatrick reconnaît « une suspicion palpable, parfois une franche hostilité,
à l'encontre de la science et de la médecine conventionnelles ». Les revendications des praticiens de la médecine alternative accompagnent un rejet de la modernité, et une perception répandue de risques liés aux pesticides, aux organophosphates, aux dioxines, aux métaux, aux polychlorobiphényles (PCB), aux phtalates, à l'ozone, aux agents microbiens et autres champs électromagnétiques. Enfin, Fitzpatrick souligne que la normalisation des diagnostics d'autisme, impliquant une meilleure acceptation, entraîne une expansion des diagnostics qui peut nourrir l'illusion de l'existence d'une « épidémie » cachée dont la cause pourrait être traitée.
Une autre source à la controverse réside dans des erreurs de diagnostic. Il n'existe pas de marqueur biologique clair permettant de poser un diagnostic d'autisme fiable à 100 %. D'après le Pr Laurent Mottron, des enfants privés de soins parentaux peuvent recevoir, à tort, un diagnostic d'autisme, puis être déclarés « guéris » après avoir reçu des conditions d'existence plus favorables ; la problématique porte alors moins sur cette « guérison » ou sur le « traitement » administré que sur le mauvais diagnostic antérieur.
Selon Brigitte Axelrad, de l'AFIS (en 2009), en France, l'ignorance des causes exactes et la souffrance parentale « font de l'autisme un terrain idéal pour les théories pseudoscientifiques et les traitements déviants. Parfois les symptômes autistiques peuvent s’atténuer dans un domaine particulier sans raison apparente, semblant accréditer une théorie et une méthode qui se révélera par la suite inefficace. L’exploitation de la crédulité humaine est, dans un tel contexte, sans limites ».

## Histoire et mécanisme
Avec l'augmentation des diagnostics d'autisme en Californie à la fin du XXe siècle, les professionnels de santé remarquent un recours accru à des « techniques de soin » faisant appel à des théories controversées, voire au paranormal et à l'injection de cellules souches. Selon Fitzpatrick, le succès des traitements biomédicaux au Royaume-Uni accompagne la montée de la controverse anti-mercure aux États-Unis. Il identifie l'impact du « mouvement biomédical non orthodoxe » comme « indéniable » dans la multiplication de ces « remèdes » à l'autisme, en particulier à la suite d'une publication frauduleuse d'Andrew Wakefield en 1998.
En Écosse, le groupe Action Against Autism, qui milite contre la vaccination, devient en 2005 l′Autism Treatment Trust. Ce groupe se rapproche de DAN! (Defeat Autism Now!) aux États-Unis, et ouvre sa propre clinique d'expérimentation de traitements de l'autisme à Édimbourg en mai 2006. Ce groupe biomédical en rejoint d'autres organisés autour de personnalités controversées, telles qu'Andrew Wakefield et Paul Shattok.
Un grand nombre de ces « traitements » proposés pour l'autisme ne repose sur aucune preuve, ou bien sur des études à échantillon trop faible et / ou protocole douteux, soutenues par un marketing visant à recruter des clients pour une nouvelle thérapie potentielle. Une méthode de prise en charge est définie comme controversée dès qu'elle est présentée comme efficace, voire miraculeuse, en l'absence de toute publication scientifique fiable pour le confirmer. Cette définition ne signifie pas que la « thérapie » en question restera à jamais controversée : la publication d'études fiables peut modifier cette définition.
Une pseudo-science prolifère autour de l'autisme, de ses causes hypothétiques et de son soi-disant traitement, impliquant un grand nombre de thérapies non conventionnelles, de simples charlatans, mais aussi certaines mouvances sectaires. Des enfants autistes (ou plus fréquemment, avec TDAH) peuvent ainsi être décrits comme enfants indigo par des mouvements sectaires New Age, ce qui permet « de recatégoriser des enfants en échec scolaire, autistes, dyslexiques, des « ados en crise », voire même n’importe quel comportement trivial d’un enfant » dans une catégorie plus valorisante pour lui-même et pour ses parents.
Grâce aux importants revenus générés par ces pseudo-thérapies, de puissants instituts se sont formés aux États-Unis pour promouvoir et centraliser ces « méthodes » (comme l’Autism Society of America, l’Autism Research Institute et le Strategic Autism Initiative), appuyés par une communication et un lobbyisme actifs, impliquant jusqu'à Donald Trump.

### Promotion et promoteurs de thérapies fallacieuses
La communication des promoteurs de thérapies fallacieuses est généralement basée sur des témoignages isolés et invérifiables et sur une grande force de persuasion, parfois assortis de fausses études scientifiques. D'après Fitzpatrick, « leurs instituts de recherche aux noms grandioses sont rarement plus que des quartiers généraux de campagne qui produisent des communiqués de presse mais rien qui puisse être décrit comme de la recherche ou des études ». Aux États-Unis, au moins deux associations soutiennent ou ont soutenu la recherche d'un traitement médical de l'autisme : Defeat Autism Now! (DAN), et Cure Autism Now (CAN, qui a depuis fusionné avec Autism Speaks). D'après Fitzpatrick, les médecins de DAN publient très rarement dans des publications scientifiques relues par les pairs, préférant publier dans la littérature grise.
L'existence d'ouvrages qui promeuvent des « remèdes » charlatanesques dangereux mettant en danger les enfants autistes a poussé la plate-forme de commerce Amazon à retirer deux d'entre eux de la vente en mars 2019 : Healing the symptoms known as autism (« Guérir les symptômes de l'autisme », qui promeut le MMS), et Fight autism and win (« Combattre l'autisme et gagner »), un ouvrage qui soutient les « thérapies » biomédicales, et en particulier la chélation.

#### Bruno Bettelheim
Plusieurs auteurs (dont Katherine Demaria Severson et James Arny Aune, Mary E. MacDonald et la Pr Florence D. Digennaro Reed dans leur chapitre intitulé « Distinguer la science de la pseudoscience ») soulignent le rôle majeur qu'a joué Bruno Bettelheim dans la diffusion de pseudosciences,. En effet, « la thèse de Bettelheim, selon laquelle la relation du nourrisson avec sa "mère réfrigérante" était à l'origine de l'autisme, devint rapidement l'explication acceptée dans les milieux populaires et dans certains milieux professionnels » ; par ailleurs, Bettelheim revendique une autorité scientifique à travers ses écrits, notamment dans son œuvre La Forteresse vide (1967), mais sans avoir produit d'étude qui permettrait de prouver ses dires.
Dans cet ouvrage, Bettelheim revendique un taux de succès de 85 % avec les enfants autistes de son école orthogénique, en s'appuyant sur une rhétorique faussement scientifique,,.

#### Ole Ivar Løvaas
Selon le neuropsychiatre et psychanalyste Paul Alerini, avant d'inventer sa méthode de traitement inspirée du béhaviorisme qui deviendra la méthode ABA, le psychologue Ole Ivar Løvaas utilisait au début « des moyens violents (chocs électriques, hurlements dans les oreilles, gifles) » quatre heures par jour. Il a eu recours ensuite « à des méthodes plus acceptables : ordres stricts toujours identiques, récompenses, pratiquée intensivement à domicile impliquant massivement les parents ». D'après Alerini, Eric Schopler a remis en question la validité des résultats de la méthode Løvaas, tandis que Bruno Bettelheim « reconnaissait son efficacité mais y voyait un démantèlement des défenses du moi au profit d’une imitation écholalique ». Toujours d'après Alerini, Eric Schopler, cofondateur, co-dirigeant puis dirigeant du programme TEACCH, avait commencé quant à lui à travailler dans l’école orthogénique, mais il s’était séparé de Bruno Bettelheim « à cause de la référence aux camps qu’il trouvait insupportable ».

#### Bernard Rimland / ARI et programme DAN!
Selon Paul Alerini, Bernard Rimland, père d'un enfant autiste, « a combattu l’establishment médical en mettant en cause les vaccins dans l’origine de l’autisme, ainsi que l’intolérance au gluten et à la caséine du lait. Il proposait un traitement par de très fortes doses de vitamines B ». Stephen Barrett précise que le Dr Bernard Rimland, également chercheur en psychologie, a « contribué à dissiper l'opinion longtemps répandue selon laquelle l'autisme était causé par une maternité défectueuse » (en opposition à Bruno Bettelheim), tout en concluant plus tard à tort dans sa carrière, « que l'autisme était causé par les vaccins et pouvait être traité efficacement par la désintoxication et les compléments alimentaires ». Alerini rapporte qu'interviewé par Richard Pollak pour son livre Bruno Bettelheim ou la fabrication d'un mythe (2003), Rimland a exprimé sa « haine » envers Bruno Bettelheim, du fait que celui-ci « avait répondu froidement à une mère qui voulait faire admettre son fils à l'école orthogénique : “Je ne l'ai plus considéré avec respect même en tant qu'être humain” », avait-il déclaré alors.[pertinence contestée]
Bernard Rimland est, avec d'autres personnalités, à l'origine de la création de l'Autism Research Institute (ARI) et du programme DAN! (Defeat Autism Now!). D'après Barrett, « Rimland, Baker et bien d'autres ont affirmé que les rapports des parents de l'ARI sont la preuve que les traitements sont efficaces. Mais c'est absolument faux ». Ces « traitements » incluent la prise de sécrétine et de différentes vitamines, mais aussi la promotion de la chélation et l'opposition à la vaccination, que Barrett décrit comme les activités les plus problématiques de Rimland et de l'ARI.

#### Françoise Dolto
Dans leur article « Psychoanalysis in the treatment of autism: why is France a cultural outlier? », D. V. M. Bishop et Joel Swendsen citent la psychanalyste française Françoise Dolto comme responsable de la propagation de la théorie d'une origine psychogène de l'autisme,. D'après le Dr Richard Bates, c'est dans ce cadre et grâce à sa « position influente », que Dolto « a sûrement contribué à faire culpabiliser beaucoup de mères d’enfants autistes ».
Didier Pleux, Bishop et Swendsen, de même que le chercheur postdoctoral Richard Bates (sur le média Slate en 2018 puis dans un article scientifique publié en 2020) estiment que Françoise Dolto est responsable de la perpétuation de méconnaissances relatives à l'autisme, auquel elle dénie la moindre cause biologique. Richard Bates note que « Françoise Dolto a publié plus d’une quarantaine d’ouvrages, qui véhiculaient la pensée psychanalytique auprès d’un large public, ciblant tout particulièrement les mères. Son étude de cas la plus connue, Le cas Dominique, montrait comment la « psychose infantile » pouvait découler de l’environnement familial. On trouve encore de tels livres, en France, dans les bibliothèques de nombreux parents, grands-parents et psychologues ». Pleux note, de même, que de nombreux centres d'accueil pour enfants autistes en France continuent, en 2008, à accorder du crédit aux théories de Dolto à propos de l'autisme.

#### Luc Montagnier

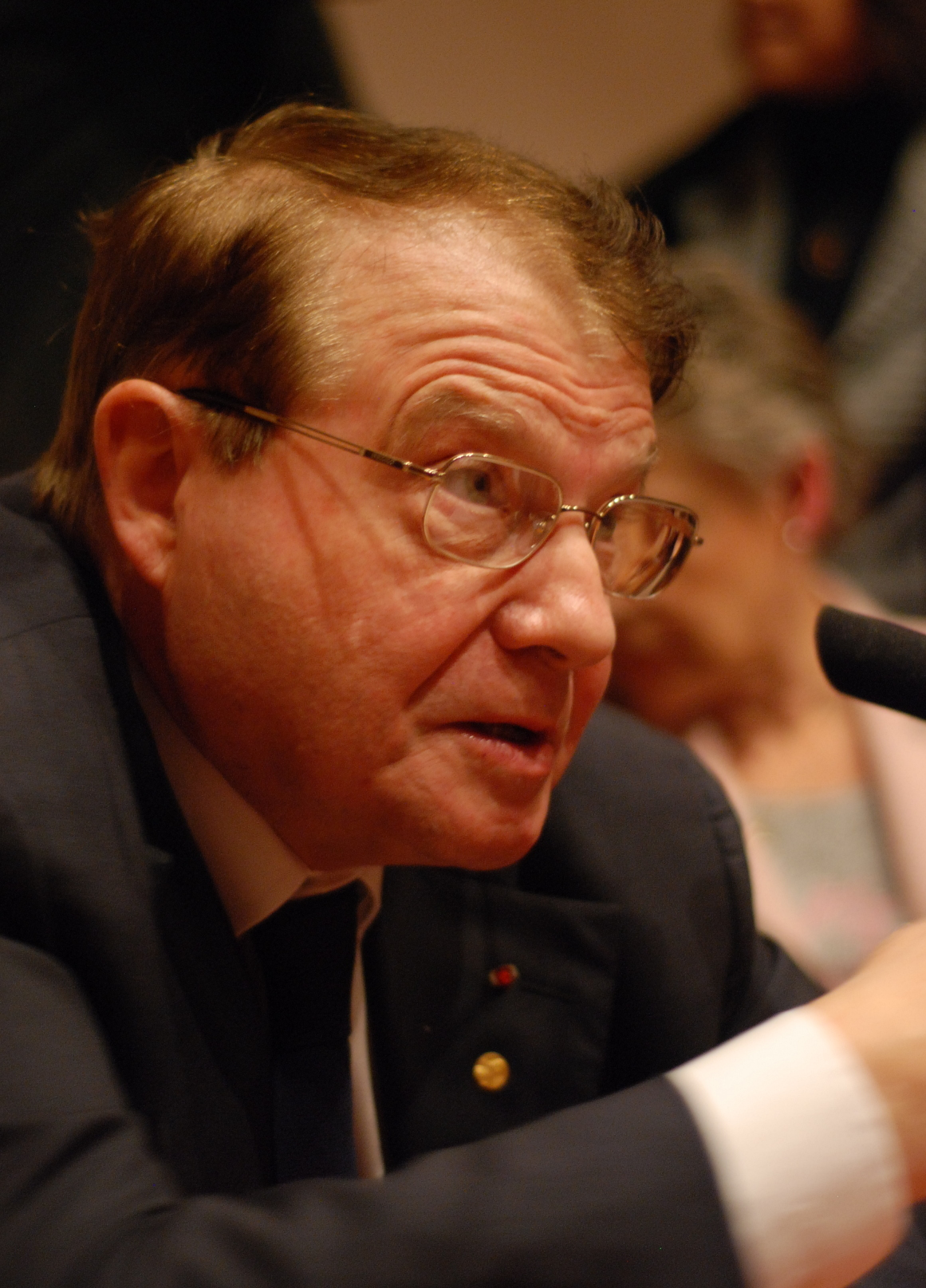
Le Luc Montagnier en 2008.

D'après le médecin et journaliste médical Jean-Yves Nau, dans son analyse de ce qu'il nomme « l'affaire Montagnier » (Revue médicale suisse), le Pr Luc Montagnier, prix Nobel de médecine en 2008, a fait une présentation de traitements antibiotiques de l'autisme à l'Académie nationale de médecine en 2012, s'apparentant davantage à un exercice de communication de masse qu'à une présentation de résultats de recherches scientifiques solides. L'Académie nationale de médecine se désolidarise immédiatement de ses allégations de guérisons « spectaculaires »,. Luc Montagnier prétend aussi que les vaccins causent l'autisme, que les causes de l'autisme sont bactériennes, et qu'il a mis au point un dispositif d'identification d'infections chez les enfants autistes.
En 2015, Montagnier préface l'ouvrage Autisme - On peut en guérir de Corinne Skorupka (radiée de l'ordre des médecins en 2010) et Lorène Amet (épinglée par le Sunday Mirror en 2020 pour avoir affirmé qu'un changement de régime alimentaire permet de guérir de l'autisme, et que les vaccins en seraient la cause), préface dans laquelle il affirme que « l'autisme n'est pas incurable », et qu'une approche biomédicale permettrait d'améliorer la santé de 70 % des enfants suivis. L'année suivante, il préface avec Corinne Skorupka l'ouvrage Autisme : le grand espoir d'en sortir : prévention, alimentation et traitements détoxifiants de Françoise Berthoud, dans lequel il tient le même propos. En 2017, le journaliste scientifique Damien Mascret évoque le « lent naufrage scientifique » du Pr Luc Montagnier.

#### Publications de témoignages
Des témoignages de parents affirmant avoir guéri leurs enfants de l'autisme sont régulièrement publiés.
En 2016, la publication et la médiatisation de l'ouvrage Être et ne plus être autiste, écrit par la québécoise Nathalie Champoux, mère d'enfants autistes qui prétend à une guérison par modification de régime alimentaire, suscite de nombreuses réactions de parents et de scientifiques, dont celle de Laurent Mottron, ainsi qu'une réponse officielle de la Fédération québécoise de l'autisme, soulignant qu'il s'agit d'un simple témoignage individuel, et que rien ne prouve que la perte du diagnostic des enfants découle de la modification de leur régime alimentaire.

## Signes d'alerte
La FDA adresse en 2019 des conseils d'alerte aux parents d'enfants autistes, dans les situations suivantes : 
- produits vendus comme des remèdes à un grand nombre de maladies ou de handicaps ;
- témoignages individuels qui prétendent se substituer à des preuves scientifiques ;
- thérapie de l'autisme qui promet une « guérison » ou une « amélioration » rapide ;
- « remèdes » dont les ingrédients exacts sont tenus secrets.

## Liste des «thérapies» médicales ou paramédicales considérées comme fallacieuses

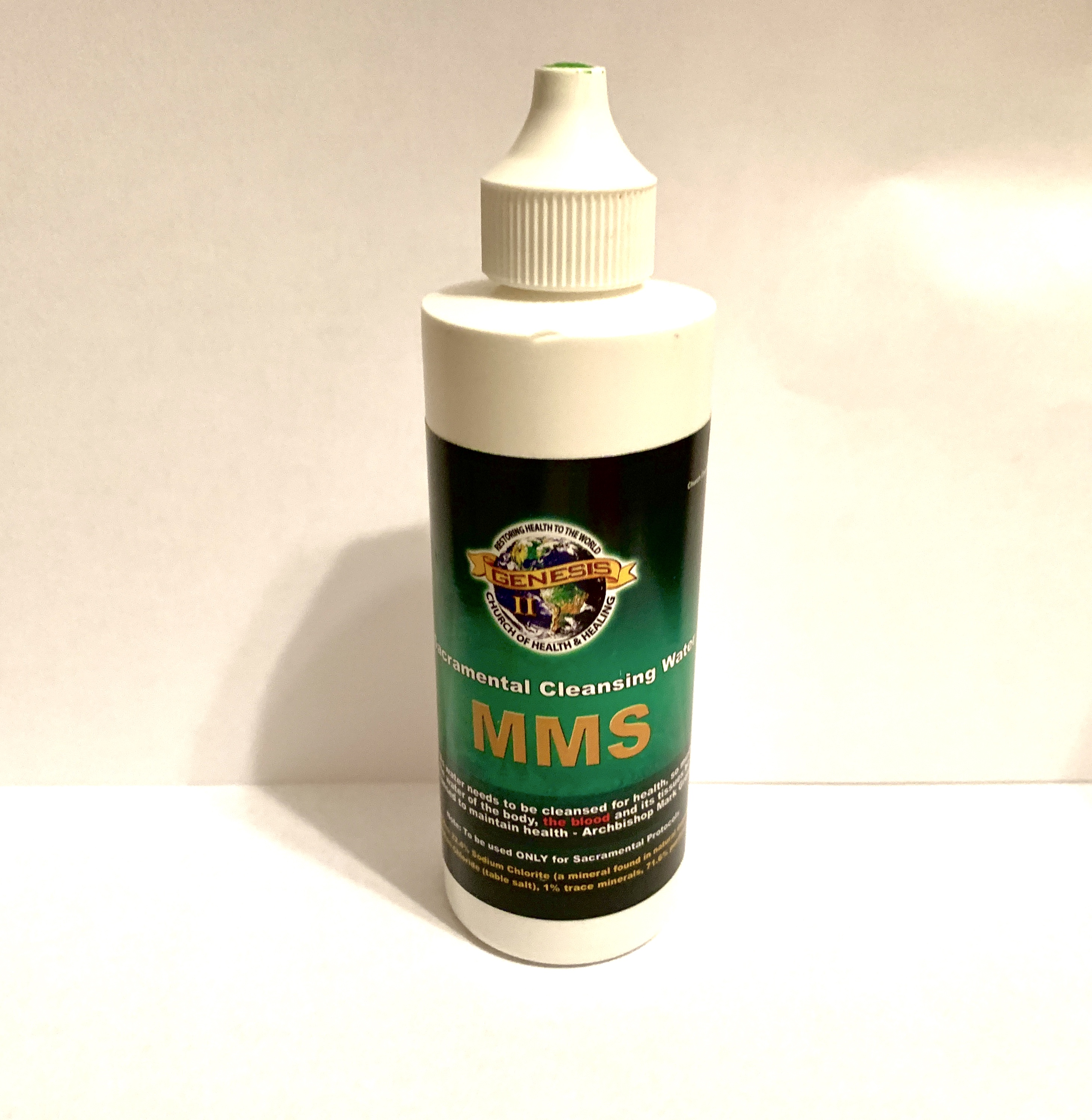
Bouteille de Miracle Mineral Solution (MMS).

Face à l'évidence de l'inefficacité des « remèdes » charlatanesques, et au risque d'enquêtes médicales ou judiciaires, ceux qui en font le commerce sont souvent contraints de changer régulièrement de formule pour pouvoir continuer d'abuser leurs patients. De nouvelles « recettes miracles » naissent et envahissent le web (notamment les forums de familles ayant un enfant autiste) puis disparaissent tout aussi rapidement lorsque le mal est fait. Il est donc extrêmement difficile de répertorier tous les pseudo-traitements inefficaces ou dangereux proposés aux personnes autistes, ce qui exige de la part des familles la plus grande méfiance.
En 2020, la Société européenne de psychiatrie de l'enfant et de l'adolescent (ESCAP) adopte un document officiel (co-rédigé par le Pr Joaquin Fuentes, la Dr Amaia Hervás et la Pr Patricia Howlin) qui stipule qu'« Il n'existe pas, à l'heure actuelle, de médicaments pour traiter les symptômes "centraux" de l'autisme, et les traitements dits "alternatifs" (neurofeedback, communication facilitée, entraînement à l'intégration auditive, acides gras oméga-3, sécrétine, chélation, oxygénothérapie hyperbare, régimes d'exclusion, etc.) n'ont pas leur place dans le traitement des principales caractéristiques de l'autisme ».
Le domaine dit « biomédical » compte un nombre particulièrement élevé de pseudo-remèdes dangereux,, tels que la Miracle Mineral Solution (MMS, à base de dioxyde de chlore comme l'eau de Javel), le protocole médicamenteux Chronimed (des antibiotiques, antifongiques et antiparasitaires, qui ont donné lieu à des essais médicamenteux sauvages sur 5 000 enfants autistes en France, selon la présidente d'association Olivia Cattan), la thérapie par oxygène hyperbare, la chélation des métaux lourds, des bains « détoxifiants » censés drainer les polluants hors du corps, ou encore le protocole CEASE, qui a motivé l'autorité des normes professionnelles britanniques à suspendre la société des homéopathes pour désinformation, en janvier 2021. Du lait de chamelle fermenté et des huiles essentielles peuvent être frauduleusement vendus comme remède à l'autisme, selon la FDA.

### Modifications et compléments du régime alimentaire
Une recension de la littérature scientifique concernant la sélectivité alimentaire des personnes avec autisme, menée en 2013, a permis de constater qu'un nombre important de personnes diagnostiquées adopte des « comportements alimentaires aberrants » (tels que la consommation excessive d'un aliment en particulier), et qu'« il existe des preuves empiriques et un consensus scientifique global soutenant une association entre la sélectivité alimentaire et les troubles du spectre de l'autisme ». Deux études sur des modèles de rats, dont une à laquelle a participé Andrew Wakefield (plus connu pour son implication dans la fraude autour des vaccins), ont suggéré qu'un traitement diététique et immunomodulateur pourrait être efficace,.
Les « thérapies » par modification du régime alimentaire connaissent un engouement populaire.
Sur 552 parents d'enfants autistes interrogés pour les besoins d'une étude menée aux États-Unis en 2006, 27 % font suivre des régimes alimentaires spéciaux à leurs enfants autistes, et 46 % leur administrent une vitaminothérapie.
Selon Paul Alerini, Bernard Rimland, père d'un enfant autiste, « a combattu l’establishment médical en mettant en cause les vaccins dans l’origine de l’autisme, ainsi que l’intolérance au gluten et à la caséine du lait. Il proposait un traitement par de très fortes doses de vitamines B ».

#### Immunothérapie
L'observation de carences récurrentes dans le système immunitaire des enfants autistes est soupçonnée d'être à l'origine d'allergies, de réactions auto-immunes et de surréactions, ce qui a motivé des pratiques d'immunothérapie. De nombreux enfants autistes reçoivent des traitements par antibiotiques dès le plus jeune âge. Pour compenser ces traitements et prévenir des rechutes, il arrive que des probiotiques soient administrés (pour reconstituer la flore intestinale), des acides gras essentiels, des antioxydants et du colostrum. Les partisans de la théorie causale infectieuse de l'autisme (Corinne Skorupka, Lorène Amet...) soutiennent la possibilité d'une guérison de l'autisme au sens médical, en estimant que guérir l'infection revient à guérir l'autisme.
Aucune étude n'ayant pu prouver que ces compléments influencent l'expression des TSA ni que l'autisme aurait une origine infectieuse, l'immunothérapie est « non recommandée » dans le rapport de la haute autorité de santé (HAS) sur les bonnes pratiques, rendu en mars 2012.

#### Vitaminothérapie et complément en minéraux
Dans les années 1980 et 1990, plusieurs études ont été publiées, suggérant une amélioration du comportement des enfants autistes en une semaine, grâce à un complément de vitamine B6 et de magnésium. Depuis, d'autres publications ont souligné les limites de ces études, portant sur des groupes peu nombreux en l'absence de groupe contrôle. Les études en double aveugle avec placebo n'ont pas permises de conclure à une efficacité de ces compléments.
Certains parents, constatant que le niveau de vitamines et de minéraux des personnes autistes est anormal, effectuent des compléments, notamment par des produits multivitaminés, des injections ou des inhalations pour la vitamine B12. C'est le cas notamment pour des enfants dont le régime alimentaire est appauvri à cause de leur sélectivité. Ces compléments concernent généralement les vitamines A, C, E, B6, P5P et B12. Des compléments en zinc, sélénium, magnésium, acides aminés, glutathion, diméthylglycine et triméthylglycine peuvent être administré.
La vitaminothérapie est « non recommandée » dans le rapport de la HAS. Dans tous les cas, les compléments alimentaires représentent une adjonction visant à combler des carences alimentaires, et ne constituent pas un remède pour l'autisme. De plus, de nombreux parents méconnaissent les effets potentiellement néfastes d'une surdose de vitamines et de minéraux.

#### Régime sans caséine et sans gluten
Sur la base d'hypothèses concernant les allergies à certaines protéines alimentaires, des régimes excluant la caséine et/ou le gluten sont proposés. Ils sont basés sur l'interprétation d'une étude de Jaak Panksepp publiée en 1979. Ils connaissent depuis un grand succès. En 2002, une étude sur deux groupes d'enfants n'a pas permis d'observer d'effet significativement positif du régime sans caséine ou sans gluten.
La consommation produits laitiers est liée, chez certaines personnes, à une augmentation proportionnelle d'autoanticorps bloquant le récepteur des folates, récepteur permettant le passage de cette vitamine B9 du sang vers le cerveau.
D'après le rapport de l'AFSSA publié en avril 2009, « les données scientifiques actuelles ne permettent pas de conclure à un effet bénéfique du régime sans gluten et sans caséine sur l’évolution de l’autisme. Il est impossible d’affirmer que ce régime soit dépourvu de conséquence néfaste à court, moyen ou long terme. Les arguments indirects (excès d’exorphines, peptidurie anormale, troubles digestifs associés, notamment) avancés à l’appui de ce type de régime ne sont pas étayés par des faits validés. Il n’existe donc aucune raison d’encourager le recours à ce type de régime ». Cet avis est partagé par la HAS, qui déconseille ce type de régime dans son rapport, de même que par l'étude de Bernard Metz, James A. Mulick et Eric M. Butter sur les thérapies controversées dans l'autisme (2005), qui pointent des risques de malnutrition.

### Chélation des métaux lourds
Certains médecins peuvent administrer des médicaments chélateurs, qui visent à éliminer les métaux lourds détectés chez une personne autiste via la circulation sanguine. Des cas anecdotiques d'amélioration du comportement après une chélation ont été reportés, mais il n'a longtemps existé aucune étude sur l'efficacité de cette approche, devenue très populaire aux États-Unis au début du XXIe siècle.
Une pré-étude en 2007, sur 10 enfants, souligne que « les études publiées qui signalent les effets de la thérapie de chélation et/ou du contrôle de l'environnement sur l'autisme et le trouble du déficit de l'attention sont rares ». En 2008, la revue Clinical Toxicology rapporte la mort d'un enfant autiste de 5 ans des suites d'une chélation, et en conclut que « l'efficacité de cette thérapie pour les enfants autistes n'a pas été validée, et peut avoir des conséquences tragiques ». Mal administrée, la chélation peut drainer des minéraux utiles ou des métaux pris dans les tissus. Elle est par conséquent « non recommandée » par la HAS en 2012 dans le cadre d'une recherche de réduction des symptômes liés à l'autisme, ainsi que par la collaboration Cochrane, qui en conclut que « Compte tenu des rapports antérieurs d'événements indésirables graves, dont l'hypocalcémie, l'insuffisance rénale et les décès rapportés, les risques de l'utilisation de la chélation chez les patients atteints de TSA l'emportent actuellement sur les bénéfices avérés ».

### Parentectomies
Les théories de Bruno Bettelheim ont mené à des « parentectomies », via la séparation des enfants autistes de leur famille, et leur placement,,,. Bruno Bettelheim et ses collègues soutiennent être capables de « guérir » l'autisme de cette manière. Ces parentectomies sont elles-mêmes à l'origine de grandes souffrances pour les enfants autistes et leur famille.

#### Processus Z etrebirthing therapies
Durant les années 1970, le psychologue américain Robert Zaslow propose son « processus Z » en s'appuyant sur les théories psychanalytiques de son époque, pour « soigner » l'autisme en plaçant les enfants dans un état de rage, et provoquer une rupture de leurs défenses psychiques, ce qui les rendrait ensuite réceptifs aux autres,. Cette forme de « thérapie » est proposée puis mise en application durant les années 1990. En réalité, les enfants autistes peuvent présenter des troubles de l'attachement, mais sont dans leur grande majorité capables d'attachement.
Plusieurs expériences de re-placements d'enfants autistes chez de nouvelles familles (nommées rebirthing therapies aux États-Unis) se sont révélées non concluantes, ou pire, ont entraîné une souffrance accrue chez ces enfants.

## Suites judiciaires
En septembre 2020, des médecins du groupe Chronimed (association fondée par Luc Montagnier, entre autres pour promouvoir l'antibiothérapie dans l'autisme) figurent parmi une cinquantaine de médecins accusés par l'Agence nationale de sécurité du médicament d'avoir prescrit des antibiotiques, antifongiques et antiparasitaires à des enfants autistes, de manière non-déontologique et hors autorisation de prescription,,.

## Controverses dans l'approche psychanalytique de l'autisme
Selon Paul Alerini, l’autisme, créé au sein de la psychanalyse, « se retourne actuellement contre elle, avec des moyens puissants, dans l’université, la médecine, les sciences, la politique. L’autisme est le symptôme de ce retournement ».
Alors que dans la plupart des pays, des interventions sociales ou comportementales sont recommandées pour l’autisme, la France fait exception par la perpétuation du recours à de la psychanalyse, en dépit, selon Didier Houzel, cité par D. V. M. Bishop et Joel Swendsen, des critiques qui lui sont adressées : « la France reste aujourd’hui un pays où l’application de la psychanalyse au traitement des autistes persiste malgré toutes les attaques dont elle fait l’objet », écrit Houzel,.

### Courant antipsychanalytique aux États-Unis depuis les années 1960
Dans son article intitulé « De l’autisme de Kanner au spectre autistique », Jacques Hochmann rapporte que dès le début des années 1960, un courant antipsychanalytique a commencé à se dessiner aux États-Unis. Il s'agit, pense-t-il, d'une réaction à la « déception d’espoirs exagérés de changer l’être humain par une éducation moins répressive et aussi à une mise à l’index outrancière des attitudes parentales pathogènes par certains psychanalystes ». Malgré la parution en 1964 d'un livre posthume du psychanalyste de renom, Edmund Bergler, la « tendance à rechercher dans l’inconscient maternel ou familial l’origine des troubles psychiques en général et de l’autisme en particulier » reste dominante. On assiste alors à un regroupement de parents « au sein d’une puissante association, l’ Autism Society of America, fondée en 1965 par un père d’autiste, Bernard Rimland, psychologue de son état ». Celui-ci déclare que les familles d’autistes sont « victimes d’un véritable racisme de la part de psychanalystes ». Les publications se multiplient, en particulier dans le Journal of autism and childhood schizophrenia fondé par Leo Kanner, lequel journal devient en 1979, le Journal of autism and development disorder après l'exclusion de tous les psychanalystes du comité de rédaction. Hochmann constate qu'en dépit de la masse des travaux et des crédits considérables consacrés à cette recherche, les avancées sont restées discrètes et qu'aujourd'hui encore, « aucune lésion neurologique, aucun dysfonctionnement biologique, aucune mutation génétique n’est reconnu comme spécifique de l’autisme, c’est-à-dire ne se retrouve dans tous les cas d’autisme et seulement dans ces cas. L’autisme n’a toujours pas trouvé son ou ses marqueurs biologiques ».[pertinence contestée]
En 1967, une publication du comportementaliste d’origine norvégienne, Ivar Lovaas, alimente les polémiques au niveau des pratiques : Lovaas rend compte des « résultats de renforcements positifs et négatifs (un système de sanction et de récompense) visant à modifier le comportement d’enfants autistes très déficitaires, ce qui est devenu la méthode ABA que des lobbies efficaces soutiennent aujourd’hui en France être la seule méthode prouvée scientifiquement ».[pertinence contestée]

#### L'influence de Bettelheim
Bruno Bettelheim, fidèle à Anna Freud, donne à l’autisme un « retentissement médiatique qui va se retourner contre la psychanalyse ». Pour Paul Alerini, « c’est avec lui qu’a débuté ce retournement dont l’autisme est le symptôme » : la publication de la Forteresse vide en 1967 « a fait connaître son nom en même temps qu’elle a fait germer la fascination pour l’autisme ». Ole Ivar Lovaas, Bernard Rimland, Eric Schopler représentent les trois courants réactionnels à la psychanalyse des personnes autistes qui se sont développés contre Bettelheim. Ces trois courants sont à l'origine des mouvements de parents.
D'après Jonathyne Briggs, les théories de Bruno Bettelheim restent influentes en France jusque dans les années 1980 et 1990 pour les défenseurs d'autres approches, la compréhension française de l’autisme ayant divergé de sa conception aux États-Unis, où les travaux de Bettelheim se sont trouvés marginalisés.
Fitzpatrick souligne « un aspect largement méconnu de l'héritage de Bettelheim », à savoir que « les professionnels du monde de l'autisme, accablés par la culpabilité du passé, ont tendance à être réticents à affronter la science de pacotille qui sous-tend une grande partie de l'activisme parental contemporain ». D'après lui, des parents activistes qui n'ont « jamais souffert des théories psychodynamiques comme la génération précédente » citent Bettelheim « pour légitimer leur sentiment de victime et leur rage contre l'establishment médical ».

### Autisme en France
D. V. M. Bishop et Joel Swendsen notent que s'il y a toujours eu des différences géographiques dans la pratique de la médecine, notamment en psychiatrie, et plus encore en pédopsychiatrie, Laurent Danon-Boileau est le premier auteur à s'être rendu compte d'un énorme fossé entre les pratiques françaises et  britanniques, dans son livre L’enfant silencieux : explorer le monde des enfants qui ne parlent pas (2001).
« Pour un spécialiste du langage enfantin, il est surprenant que quelqu'un puisse imaginer que la psychanalyse, la quintessence de la thérapie par la parole, puisse aider un enfant à troubles de la communication », soulignent Bishop et Swendsen. La psychanalyse est pourtant encore prise au sérieux en tant qu'intervention pour l'autisme dans quelques pays, la France en  étant l'exemple le plus notable. Interviewé dans le contexte du film Le Mur de Sophie Robert, le psychanalyste Laurent Danon-Boileau décrit une séance avec un enfant autiste où « il ne semble pas voir son rôle comme étant de faciliter le développement de l’enfant, mais plutôt d’adopter un rôle passif et interprétatif ».

#### Groupe PRÉAUT
Les partisans de l'approche psychodynamique de l'autisme, membres de l'association PRÉAUT (Prévention autisme), entre autres Marie Allione,, soutiennent que l'autisme serait guérissable chez des bébés « à risques ». La psychanalyste Marie-Christine Laznik, théoricienne de PRÉAUT, revendique ainsi avoir « évité un autisme syndromique » à un bébé de trois mois, et à un autre de deux mois, dont le frère est autiste, grâce à des « soins » guidés par la psychanalyse.

#### Le filmLe Mur(2011) et la «haine de la psychanalyse»
Selon la psychanalyste et psychiatre Anna Konrad, l'épisode de film Le Mur, où des psychanalystes étaient donc interviewés sur l'autisme, « mémorable pour certains par son souvenir traumatisant, était un exercice d’attaque audiovisuel : la délégitimation par le moyen de la satire, de la dérision, de la déformation délibérée de la parole ». Le pédopsychiatre Bernard Golse qui apparaît dans Le Mur, qualifie ce documentaire de « parfaitement ignoble et malhonnête ». Selon la psychiatre Loriane Brunessaux, il s'agit d'un « film de propagande dont le manque de rigueur et la malhonnêteté ne peuvent échapper à aucune personne s’intéressant un tant soit peu à l’état actuel des connaissances et des pratiques dans le champ de l’autisme ».
L’interdiction d’abord, puis l’autorisation de la diffusion par la Cour d'appel, « ont déchaîné les parties prenantes dans leur combat à mener contre la psychanalyse ». Pour Anna Konrad, « la haine de la psychanalyse, très actuelle en France, est revendiquée régulièrement dans des publications, appels, blogs ou collectifs, souvent très généreusement relayés par les médias grands publics, presse, télévision et internet ».

### Accord de scientifiques internationaux en 2017 à l'encontre de la psychanalyse
Des scientifiques internationaux réunis en avril 2017 dans le cadre de la préparation du Quatrième plan autisme en France s'accordent sur l'absence de preuve d'efficacité de la psychanalyse, et sur les risques qu'elle fait courir aux personnes autistes. Le Pr Tony Charman (King's College de Londres) déclare qu« il n’existe aucune preuve pour une approche psychanalytique dans le traitement des jeunes enfants avec autisme ». La Pr Amaia Hervás Zúñiga (Université de Barcelone, Espagne) dit « nous savons que la psychanalyse ne peut rien faire, et nous sommes totalement opposés à cette approche ». Le Dr Jonathan Green déclare « qu’il n’existe pas de preuve, nulle part dans le monde, qui soutienne le recours à la psychanalyse », la Pr Nadia Chabane (CHUV de Lausanne) que « nous n’avons aucun élément aujourd’hui en faveur d’un accompagnement des TSA par la psychanalyse ». Le Dr Kerim Munir (Boston Children's Hospital), pour qui « il faut que la position concernant la psychanalyse soit sans équivoque », souligne l'existence « des lobbies et des groupes de pression qui militent en faveur de ce genre de traitement », et la réticence à tester scientifiquement l'efficacité d'une telle approche. Green conclut qu'une approche psychanalytique peut avoir des incidences négatives sur les familles, et que les scientifiques internationaux interrogés par Claire Compagnon sont « unanimes quant aux risques potentiellement liés à ce genre de traitement ».